# Northrop Grumman X-47B

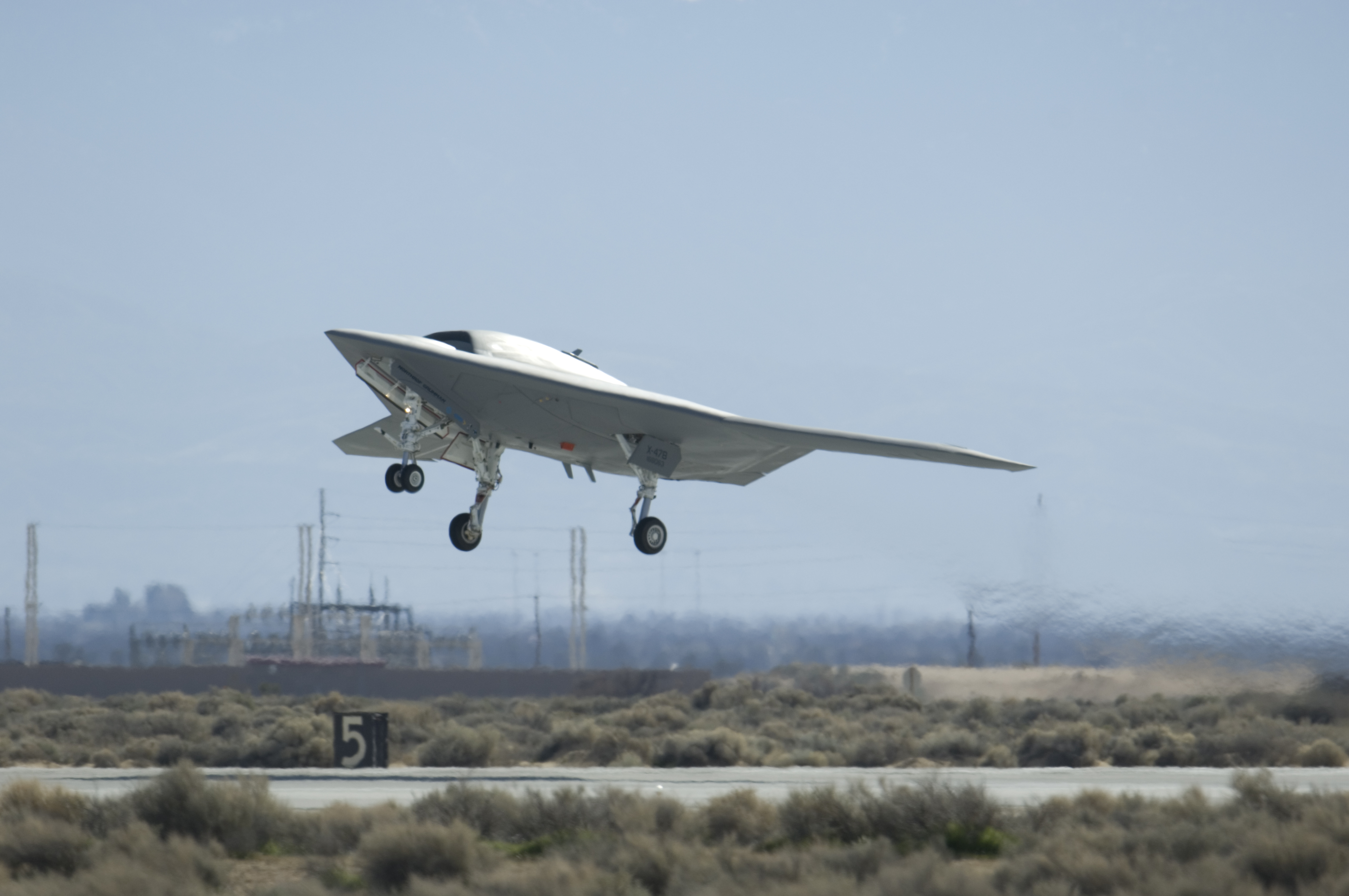
Northrop Grumman X-47B злітає

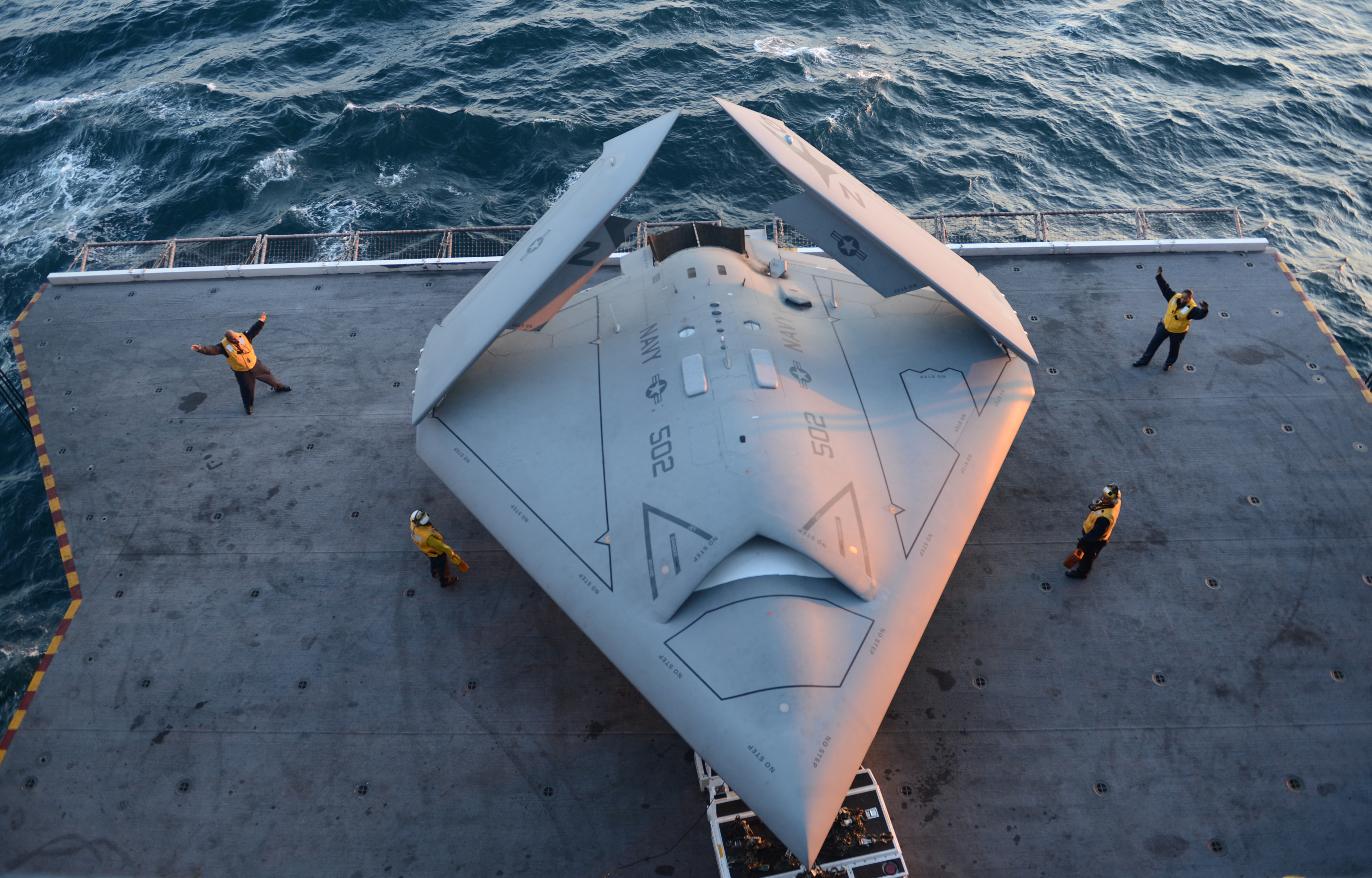
X-47B на палубі авіаносця

Northrop Grumman X-47B — демонстраційний палубний безпілотний бойовий літальний апарат. Розроблений американською компанією Northrop Grumman.

## Історія
17 серпня 2014 Northrop Grumman провела спільні з ВМС США випробування X-47B в парі з пілотованим винищувачем F/A-18 Hornet. Польоти відбулись з палуби авіаносця «Теодор Рузвельт» в східній частині Атлантичного океану. Метою випробувань була перевірка можливості спільної роботи безпілотної і пілотованої авіації на борту одного корабля.
У 2015 програма була згорнута. Однією із причин згортання програми називалася дороговизна проекту.
В листопаді 2018 року на аерокосмічній виставці китайська CASIC представила БПЛА типу «літаюче крило» який мав дуже подібний до X-47B вигляд.

## Технічні параметри
Здатний знаходиться в повітрі до 50 годин, нести 2 тонни озброєння і дозаправлятися в повітрі.
- Довжина: 11.63 м,
- Розмах крила: 18,92 м, зі складеними крилами 9,41 м,
- Висота: 3,1 м,
- Вага порожнього: 6350 кг,
- Максимальна злітна маса: 20215 кг,
- Дальність польоту: 3800 км,
- Висота польоту: 12 км